# Massanutten
Massanutten – jednostka osadnicza w Stanach Zjednoczonych, w stanie Wirginia, w hrabstwie Rockingham.